# San Francisco Marriott
Le San Francisco Marriott est un gratte-ciel de style Post-moderne de 133 mètres de hauteur construit à San Francisco en Californie aux États-Unis en 1989.
C'est le plus haut hôtel de San Francisco derrière le Hilton San Francisco.
Il abrite un hôtel de la chaine Marriott comprenant 1 362 chambres.
Les architectes sont l'agence du canadien Eberhard Zeidler (architecte) et l'agence Holmes & Narver (d'après Emporis)